# AC Semassi FC
AC Semassi F.C. là một câu lạc bộ bóng đá Togo có trụ sở ở Sokodé, thi đấu ở giải cao nhất của bóng đá Togo. Sân nhà của đội bóng là Stade Municipal.

## Achievements
- Togolese Championnat National: 10

1978, 1979, 1981, 1982, 1983, 1993, 1994, 1995, 1999, 2014
- Cúp bóng đá Togo: 3

1980,1982, 1990

## Thành tích ở các giải đấu CAF
- African Cup of Champions Clubs: 7 lần tham gia

1980: Vòng Hai
1982: Vòng Một
1983: Vòng Một
1984: Bán kết
1994: Vòng Một
1995: Vòng Một
1996: Vòng Một
- CAF Cup: 1 lần tham gia

2000 – Vòng Một
- CAF Cup Winners' Cup: 3 lần tham gia

1981 – Vòng Hai
1991 – Vòng Một
1993 – Vòng Hai
Bản mẫu:Togolese Championnat National